# Ogurja Ada
Ogurja Ada (a veces también escrito "Ogurga") es la isla más grande de Turkmenistán y la que tiene más longitud en el mar Caspio. La isla Ogurja es también ampliamente conocida por su nombre ruso Isla Ogurchinskiy (Огурчинский o bien Ostrov Ogurchinskiy). 
Ogurja se encuentra en las zona costera del sudeste del mar Caspio. Aproximadamente a 17 kilómetros en el extremo sur de la península Cheleken. 
Ogurja Ada es muy larga y estrecha. Corre de norte a sur, con una longitud de 47 km y una anchura máxima de 3 km. 
Administrativamente Ogurja Ada pertenece a la Provincia de Balkan (Balkan welaýaty / Балкан велаяты) de Turkmenistán. Su área total es de cerca de 45 km².